# Naglasak
Naglasak ili akcent je isticanje sloga u riječi jačinom i visinom glasa. Naglasci se koriste u svakodnevnom govoru i zastupljeni su u svim tonskim jezicima. U hrvatskome standardnom jeziku postoje četiri naglaska: dugouzlazni, dugosilazni, kratkouzlazni i kratkosilazni. Najlakše ih je prepoznati ovako:
- dugouzlazni: rúka

- dugosilazni: rȗke

- kratkouzlazni: nòga

- kratkosilazni: nȍge

U nekim slučajevima i glas 'r' može biti naglašen (npr. u riječima krt, vrt, smrt), tada govorimo o tzv. "samoglasnom (slogotvornom) r" .

## Pravila naglašavanja u hrvatskome standarnom jeziku
1. U naglašenoj je riječi samo 1 naglasak.
2. Zadnji slog dvosložne ili višesložne riječi ne može imati naglasak (osim ako se radi o posuđenici, npr. cafè, bistró, bidé, lavabó... - uglavnom se radi o posuđenicama iz francuskog jezika). 
3. Na prvom slogu dvosložne ili višesložne riječi može biti bilo koji od 4 naglaska.
4. Naglašena jednosložna riječ može imati samo silazni naglasak.
5. Unutarnji slog višesložne riječi može imati samo uzlazni naglasak.
6. Zanaglasnu dužinu označavamo crticom i stavljamo ju samo u slučaju gramatičkog nesporazuma (G jd. vojnika - G mn. vojnikā).

## Naglasne cjeline
Neke riječi nemaju naglasak. Te se riječi zovu nenaglasnice. Nenaglasnice se izgovaraju s riječju ispred ili iza sebe koja ima naglasak. S njome tvore naglasnu cjelinu. Nenaglasnice dijelimo na zanaglasnice i prednaglasnice. Zanaglasnice se nalaze iza naglašene riječi. One mogu biti nenaglašeni oblici pomoćnih glagola biti i htjeti (sam, si, je, smo, ste, su - ću, ćeš, će, ćemo, ćete, će), nenaglašeni oblici osobnih zamjenica (me, te, je, ih, mi, ti, joj, mu...), nenaglašeni oblici povratne zamjenice (se, si) te čestice li i se. Prednaglasnice se nalaze ispred naglašene riječi. Mogu biti prijedlozi, nenaglašeni veznici i čestica ne (ni). Kada želimo odvojiti naglasne cjeline, odvojimo ih kosom crtom (/), kao u sljedećoj rečenici:
Jezero je/ veliko/ i plavo. - U ovoj su rečenici 3 naglasne cjeline, te jedna prednaglasnica (i) i zanaglasnica (je).
Nekada se zna dogoditi da naglasak promjeni slog na kojem se nalazi:
Dóđi pred plȍču. - pišemo
[Dóđi] [prètploču]. - izgovaramo
Dakle, osim sloga, naglasak može promijeniti i vrstu (ovdje iz kratkosilaznog u kratkouzlazni).

## Vanjske poveznice
Većina teksta je preuzeta iz udžbenika:
Hrvatska krijesnica